# Luna nueva
Luna nueva è il secondo album della cantautrice pop spagnola Rosana, pubblicato nel 1998 dall'etichetta discografica Universal.
L'album è stato scritto e prodotto dalla cantautrice stessa.

## Tracce
CD Universal 676 177-2 (UMG)
Testi e musiche di Rosana Arbelo.
1. Contigo – 3:59
2. Dominigos en el cielo – 2:49
3. Ya no siento – 4:53
4. Dime – 6:16
5. Amainará – 3:41
6. Dunas de poemas – 3:38
7. El día que se hizo tarde – 3:22
8. Sonríe – 4:03
9. Si yo fuera tu amante – 4:13
10. Pa' calor – 3:05
11. El día que se hizo tarde – 4:10 – (feat. María Dolores Pradera)
12. En Navidad – 4:55

Durata totale: 49:04

## Classifiche
| Paese  | Posizione massima |
| ------ | ----------------- |
| Spagna | 1                 |